# Solomon Kane
Solomon Kane es un personaje de ficción creado por el escritor de la era de los pulp, Robert E. Howard, autor de Conan el Bárbaro. Un puritano de finales del siglo XVI o comienzos del siglo XVII, Solomon Kane es un hombre de aspecto sombrío que deambula por el mundo sin motivo aparente alguno distinto al de erradicar el mal en todas su formas. A diferencia de otros personajes de Howard, como Conan el Bárbaro o Kull de Valusia, Solomon Kane no vive en tiempos remotos ni fantásticos. Sus aventuras, publicadas principalmente en la revista pulp Weird Tales, le llevan con frecuencia de Europa a las selvas africanas y de vuelta. Sus aventuras se sitúan en el ámbito de la fantasía y se encuadran en el subgénero de espada y brujería.
Cuando Weird Tales publicó la historia «Clavos rojos», protagonizada por Conan el Bárbaro, los editores la presentaron como una historia de «un aventurero bárbaro llamado Conan, notable por su gran valor y fuerza bruta. Su autor, Robert E. Howard, es ya uno de los favoritos de los lectores de esta revista por sus historias de Solomon Kane, el adusto puritano inglés y reparador de injusticias».
Sobre la creación de su personaje el propio Robert E. Howard  escribió:

Solomon Kane... Lo creé cuando estaba en la escuela superior. Tenía aproximadamente dieciséis años entonces, pero como los otros que mencioné, fue sólo después de algunos años que comencé a escribir sobre él. Fue probablemente el resultado de mi admiración por cierto tipo de duelista frío, de nervios de acero, que existió en el siglo XVI.
Robert E. Howard

## Personajes

### Solomon Kane
Kane, es un puritano inglés del siglo XVI. Howard describió a Solomon Kane como un hombre alto, sombrío, de piel pálida y rostro demacrado y ojos fríos. Viste siempre completamente de negro y porta un chambergo, guantes de cuero, botas de montar, jubón y capa. Duelista y espadachín formidable, sus armas son una espada ropera, un dirk y pistolas de chispa.  
Durante una de sus aventuras posteriores, su amigo N'Longa, un chamán africano, le da un bastón yuyu que le sirve como protección contra el mal y que puede usar fácilmente como arma. El bastón está cubierto de jeroglíficos y es afilado en su punta mientras que en el otro extremo tiene tallada la cabeza de un gato, una representación de Bast. Se revela en otra historia, «The Footfalls Within», que el bastón es de hecho el mítico Báculo del rey Salomón, un talismán más antiguo que la Tierra e inimaginablemente poderoso, mucho más de lo que el mismo N'Longa sabía. En la misma aventura con N'Longa, Kane aparece también usando un mosquete.  
Usando el báculo, Kane puede comunicarse con N'Longa a través de grandes distancias. También ha sido usado para matar vampiros y espíritus malévolos. Habiéndolo llevado por mucho tiempo, ha dotado a Kane de una habilidad para sentir la presencia de seres del otro mundo.  

#### Personalidad
En su relato «Moon of Skulls», Howard describió a Kane como «Un hombre nacido fuera de su tiempo—una extraña mezcla de puritano y caballero, con un toque de filósofo antiguo y más que un toque de pagano, aunque esta última afirmación le habría ofendido indeciblemente. Era un atávico de los días de la caballería ciega, un caballero andante vestido con las sombrías ropas del fanático. Un hambre en su alma lo impulsaba sin cesar, un impulso por corregir todos los males, proteger a todos los débiles, vengar todos los crímenes contra el derecho y la justicia». 
Es en cierto sentido la antítesis de Conan, otro personaje del mismo escritor. Kane es sobrio y taciturno, y rehúye el vino y las mujeres, y solo se aventura a salir cuando lo exige un «plan celestial». Solomon Kane es un puritano profundamente devoto. Se caracteriza por su fanatismo, su fe inquebrantable y su celo religioso. A diferencia de Conan y Kull, no es amoral y tiene una psicología más compleja. Convencido casi al punto del fanatismo de estar al servicio de Dios contra las fuerzas del mal, Kane viaja por el mundo enfrentándose de manera implacable a lo que considera manifestaciones del diablo: piratas, bandidos, traficantes de esclavos, pero también fantasmas, vampiros y antiguas y malvadas civilizaciones perdidas antediluvianas.
Kane vive en una odisea interminable para destruir el mal y la oscuridad en nombre de Dios Todopoderoso. También parece tener poca consideración por su propia vida y seguridad, gastando años de su vida persiguiendo y localizando a malhechores que merecían castigo. Es el arquetipo del héroe errante, que no busca recompensa por sus actos. 
Su nombre se refiere directamente al rey Salomón, que era justo y sabio. Su moral es totalmente blanca y negra, sin zonas grises de incertidumbre. Para Kane, los malvados son malvados y los justos son justos, con muy poco entremedias. Su apellido, Kane, es una referencia a Caín, el primer asesino de la Biblia y a su maldición por matar a su hermano Abel. En esto hay una alusión a la naturaleza peligrosa de Kane y a su casi nula renuencia a acabar con la vida de otros hombres. Al igual que Conan el Bárbaro, Kane muestra un agudo sentido de la caballerosidad y el decoro, defendiendo a los inocentes y a los débiles de sus malvados opresores.

### Personajes secundarios
- N'Longa: Es un anciano chamán africano que se dedica a estudiar la magia. Ha viajado por el mundo en la antigüedad como esclavo, estudiando en secreto con varios hechiceros y hombres santos de Oriente Medio y Próximo. En Judea adquirió el Báculo de Salomón, que luego entregó a Salomón Kane para que le ayudara en sus andanzas. Los poderes mágicos de N'Longa se derivan de su capacidad para enviar su espíritu fuera de su cuerpo. Puede apoderarse de los cuerpos de los vivos y de los muertos a través de este método, para comunicarse con Solomon Kane a través del Báculo de Salomón, y también convoca a los buitres enviando su espíritu para parlamentar con ellos.

#### Antagonistas
- Le Loup: Un cerebro criminal francés (su nombre significa «el lobo») al que Kane pasó varios años persiguiendo para vengar el asesinato de una niña moribunda que encontró, y de todo su pueblo. Kane acaba siguiendo el rastro de Le Loup hasta África, donde conoce a N'Longa y logra hacer justicia.
- El Halcón Pescador: Su verdadero nombre es Jonas Hardraker y es conocido en todas las costas del mundo civilizado como un despiadado pirata. Es un hombre alto, espigado y de hombros anchos, con un rostro delgado y cruel como el de un halcón. Solomon Kane lo persiguió durante dos años después de que Hardraker hundiera un barco en el que viajaba la hija de un viejo amigo de Kane, que se había vuelto loco al enterarse de la muerte de su hija. Finalmente, Kane se enfrentó y mató a Hardraker en Inglaterra, donde éste traficaba con alcohol con Sir George Banway.

## Historias
Las aventuras de Solomon Kane aparecieron en las páginas de la revista Weird Tales. El primer relato que Howard dedicó al personaje llevaba por título Sombras rojas («Red Shadows»), y fue publicado en agosto de 1928. El último relato protagonizado por Kane fue Alas en la noche («Wings in the Night»), que Weird Tales incluyó en su número de julio de 1932.
La mayoría de las historias de Solomon Kane se publicaron por primera vez en Weird Tales. El orden de publicación, sin embargo, no coincide con el orden en que se escribieron las historias.

### «Red Shadows»

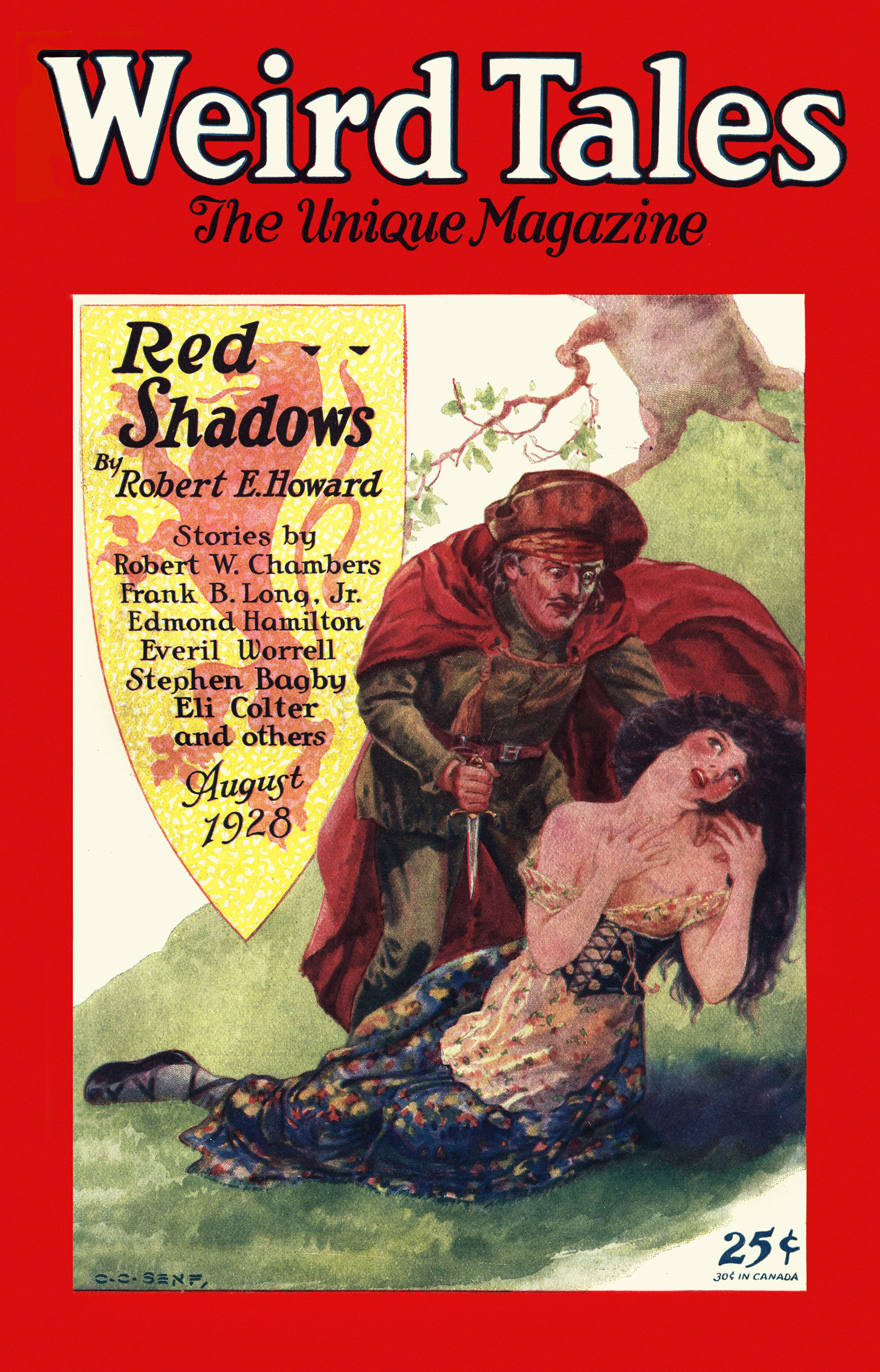
Weird Tales (agosto de 1928) que incluye «Red Shadows», la primera historia de Solomon Kane

Publicado por primera vez en Weird Tales, en agosto de 1928, con el título alternativo de «Solomon Kane». Esta fue la primera historia de Solomon Kane publicada. En Francia, Kane encuentra a una chica que es atacada por un grupo de bandidos liderada por un villano conocido como Le Loup. Cuando ella muere en sus brazos, Kane decide vengar su muerte, y el rastro le lleva de Francia a África, terminando con el primer encuentro de Kane con N'Longa.

### «Skulls in the Stars»
Publicado por primera vez en Weird Tales, enero de 1929. En Inglaterra, Kane se dirige a la aldea de Torkertown, y debe elegir uno de dos caminos, una ruta que lleva a través de un páramo o una que lleva a través de un pantano. Le advierten que la ruta del páramo está embrujada y que todos los viajeros que toman ese camino mueren, así que decide investigar.

### «Rattle of Bones»
Publicado por primera vez en Weird Tales, junio de 1929. En Alemania, Kane conoce a un viajero llamado Gastón L'Armon, que le resulta familiar, y juntos toman habitaciones en la sospechosa taberna de la Calavera Hendida (Cleft Skull).

### «The Moon of Skulls»
Publicado por primera vez en Weird Tales, parte 1, junio de 1930; parte 2, julio de 1930. Kane va a África tras la pista de una chica inglesa llamada Marylin Taferal, secuestrada en su casa y vendida a piratas berberiscos por su primo. Cuando encuentra la ciudad oculta de Negari, conoce a Nakari, «la reina vampiro de Negari».

### «Hills of the Dead»
Publicado por primera vez en Weird Tales, agosto de 1930. De nuevo en África, el viejo amigo de Kane, N'Longa (el brujo de «Red Shadows»), le regala al puritano un bastón mágico de madera, el Báculo de Salomón, que le protegerá en sus viajes. Kane se adentra en la selva y encuentra una ciudad de vampiros.

### «The Footfalls Within»
Publicado por primera vez en Weird Tales, septiembre de 1931. De nuevo en África, Kane se encuentra con traficantes árabes de esclavos que se dedican a llevar esclavos al mercado. Se apresura a salvar a una chica a la que los esclavistas están maltratando, pero él mismo es hecho prisionero.

### «Wings in the Night»
Publicado por primera vez en Weird Tales, julio de 1932. De nuevo en África, Kane se encuentra con un pueblo entero arrasado, y todos los tejados arrancados, como si algo intentara entrar desde arriba.

### «Blades of the Brotherhood»
Publicado póstumamente por primera vez en la colección Red Shadows, del editorial Grant, 1968. También conocido como «The Blue Flame of Vengeance». En la costa inglesa, Kane lucha contra el Halcón Pescador y sus compañeros piratas en un relato de acción histórica sin elementos fantásticos. 
El escritor John Pocsik fue encargado por el fundador de Arkham House, August Derleth, de «editar» la prosa de Howard y añadir un elemento extraño para su antología de aniversario de 1964, Over the Edge. Se dice que el experto en Howard, L. Sprague de Camp y el autor Fritz Leiber tuvieron una buena opinión de la «nueva» versión. Pocsik siguió escribiendo otros pastiches de Kane, de los cuales sólo uno, «The Fiend Within», se publicó en Ariel (en el que el nombre de «Solomon Kane» es cambiado por el de «Jonathan Flint»).

### «The Right Hand of Doom»
Publicado póstumamente por primera vez en la colección Red Shadows de 1968. Kane tiene un papel mínimo en esta historia. Un mago condenado, Roger Simeon, busca vengarse de John Redly, el hombre que lo traicionó.

## Adaptaciones
En 2007, la empresa Pinnacle Entertainment Group, editora del juego de rol genérico Savage Worlds, presentó la licencia de El mundo salvaje de Solomon Kane, versión para juego de rol de este personaje.
En 2008 se editaron, por parte de Dark Horse, una miniserie de cinco cómics sobre el personaje.
En 2009 se estrenaba la película Solomon Kane, bajo la dirección del director británico Michael J. Bassett y con el actor James Purefoy en el papel de Solomon Kane. El primer estreno tuvo lugar en Francia, el 23 de diciembre de 2009. En España se estrenó más tarde: el 1 de enero de 2010.
A principios de 2018 se anunció la producción del juego de mesa titulado con el nombre del personaje. El juego fue finalmente lanzado en inglés y francés en 2021.
En el 2018 fue publicado «Cazadores de lo Imposible», un nuevo libro de relatos de Solomon Kane escrito por Joaquín Sanjuán y editado por DLorean Ediciones.